# Instytut Zagłębia Dąbrowskiego
Instytut Zagłębia Dąbrowskiego – jednostka naukowa oraz popularyzująca wiedzę na temat przeszłości i teraźniejszości Zagłębia Dąbrowskiego. Instytut jest jednostką merytoryczną Muzeum w Sosnowcu.
Instytut swoją działalność realizuje poprzez przygotowywanie publikacji naukowych, popularnonaukowych, wystaw oraz wykładów. Do sztandarowych projektów Instytutu należy seria spotkań miłośników pod nazwą "Zagłębiowski czwartek" (realizowane wspólnie z Zagłębiowską Mediateką oraz teksty ukazujące się co tydzień w zagłębiowskim dodatku do Dziennika Zachodniego.
W ramach Instytutu działają następujące sekcje:
- Historyczna;
- Literatury i sztuki;
- Geograficzno-kartograficzna;
- Etnograficzna;
- Edukacji regionalnej;
- Dokumentacyjna.

Dodatkowo pod auspicjami Instytutu powołano Radę Dyrektorów Muzeów Zagłębia Dąbrowskiego w skład której wchodzą przedstawiciele następujących instytucji: 
- Muzeum Zagłębia w Będzinie
- Muzeum Saturn w Czeladzi
- Miejska i Powiatowa Biblioteka Publiczna w Zawierciu
- Muzeum Sztygarka w Dąbrowie Górniczej
- Muzeum w Sosnowcu
- Miejsko-Gminne Centrum Kultury, Sportu i Turystyki w Siewierzu
- Miejski Ośrodek Kultury w Siewierzu
- Miejski Ośrodek Kultury w Sławkowie.

Od 22 stycznia 2018 roku dyrektorem Instytutu jest prof. dr hab. Dariusz Nawrot.